# بوشتسه (استان اوپوله)
بوشتسه (به لهستانی: Buszyce) یک منطقهٔ مسکونی در لهستان است که در گمینا لوین بژسکی واقع شده‌است.